# Arroyo Grande, Kalifornien
Arroyo Grande är en stad (city) i San Luis Obispo County, i delstaten Kalifornien, USA. Enligt United States Census Bureau har staden en folkmängd på 17 407 invånare (2011) och en landarea på 15,1 km².